# Парада-де-Гатин
Парада-де-Гатин (порт. Parada de Gatim)  —  населённый пункт и район в Португалии,  входит в округ Брага. Является составной частью муниципалитета  Вила-Верде. Находится в составе крупной городской агломерации Большое Минью. По старому административному делению входил в провинцию Минью. Входит в экономико-статистический  субрегион Каваду, который входит в Северный регион. Население составляет 781 человек на 2001 год. Занимает площадь 4,39 км².